# Фрауэннойхартинг
Фрауэннойхартинг (нем. Frauenneuharting) — община в Германии, в земле Бавария. 
Подчиняется административному округу Верхняя Бавария. Входит в состав района Эберсберг. Подчиняется управлению Аслинг. Население составляет 1475 человек (на 31 декабря 2010 года). Занимает площадь 22,68 км².